# Paweł Zatorski

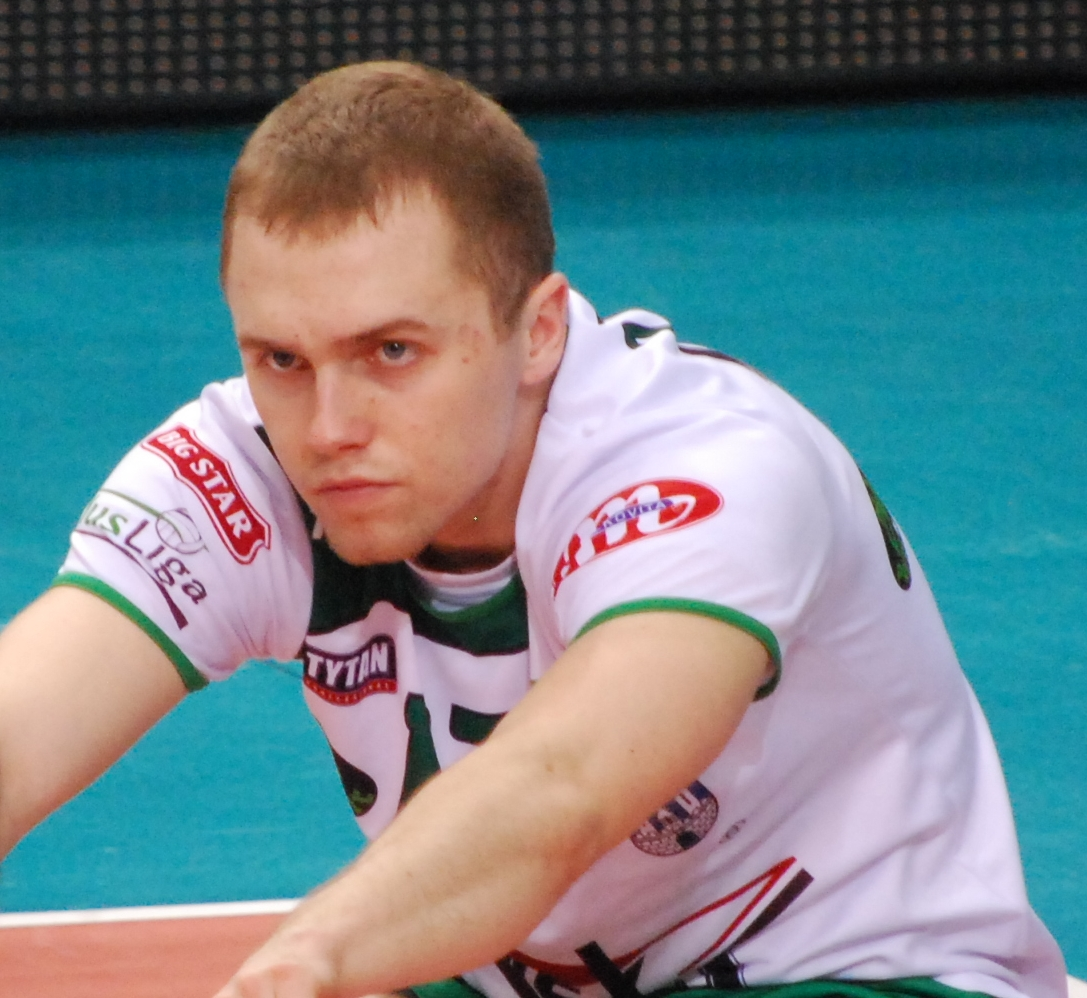
Paweł Zatorski zawodnikiem AZS-u Częstochowa

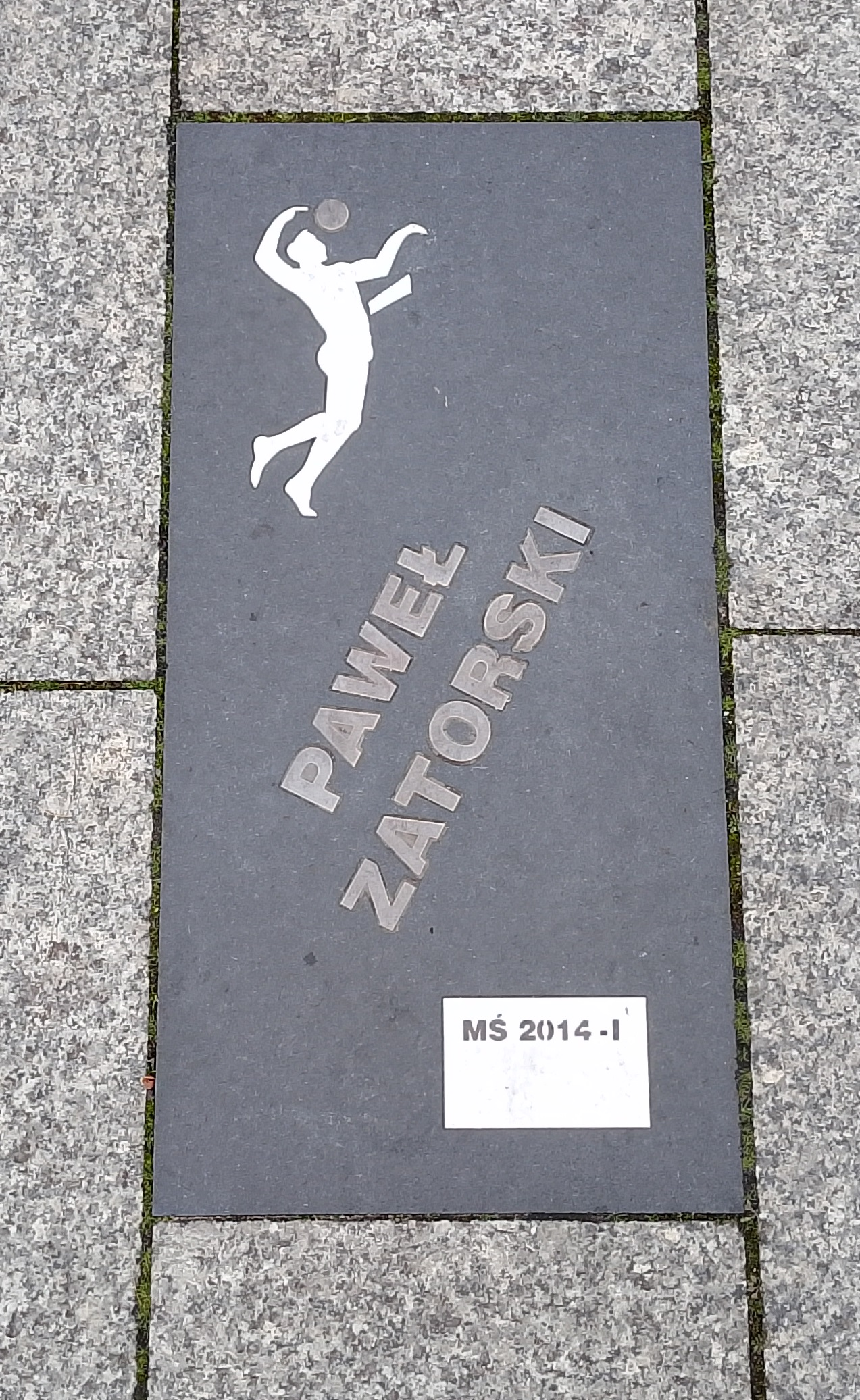
Tablica Pawła Zatorskiego w Siatkarskiej Alei Gwiazd w Bełchatowie

Paweł Zatorski (ur. 21 czerwca 1990 w Łodzi) – polski siatkarz, grający na pozycji libero, reprezentant Polski.

## Kariera
Paweł Zatorski zamiłowanie do sportu wyniósł z domu rodzinnego, gdyż oboje rodzice ukończyli AWF. Niemniej o wyborze siatkówki zadecydował przypadek, gdyż poszedł na trening brata Tomasza jako kibic, ale brakowało jednego zawodnika na boisku i postanowił zagrać. Poradził sobie dobrze na treningu i postanowił, że chce uprawiać tę dyscyplinę. W trzeciej klasie podstawówki usłyszał diagnozę, że nie będzie mógł uprawiać sportu. Spowodowane to było problemami z piętą. Diagnoza okazała się nie do końca właściwa i po zmniejszeniu obciążeń oraz zastosowanym leczeniu mógł powrócić do aktywności fizycznej.
Jest wychowankiem Skry Bełchatów. W latach 2008–2010 był zawodnikiem AZS Częstochowa, do którego został wypożyczony ze Skry. W maju 2014 roku podpisał kontrakt z Zaksą Kędzierzyn Koźle. Barwy tego zespołu reprezentował do sezonu 2020/2021. Od sezonu 2021/2022 występuje w Asseco Resovii Rzeszów.
21 września 2014, wraz z reprezentacją Polski, wywalczył złoty medal Mistrzostw Świata 2014, a cztery lata później Mistrzostw Świata 2018. Zdobył też złoty medal Mistrzostw Europy 2023. Srebrny medalista igrzysk olimpijskich z Paryża w 2024 roku.
Od listopada 2023 roku reklamuje sieć komórkową Plusa.
We wrześniu 2024 roku w Pałacu Prezydenckim został odznaczony Krzyżem Oficerskim Orderu Odrodzenia Polski.
13 grudnia 2024 roku miał przeprowadzoną operację artroskopii stawu biodrowego.
Podczas Gali Herosi 2025 otrzymał Herosa w kategorii Heros.

## Sukcesy klubowe

### młodzieżowe
Mistrzostwa Polski Juniorów:
- 2006

Ogólnopolska Olimpiada Młodzieży:
- 2006

Mistrzostwa Polski Kadetów:
- 2007

Turniej Nadziei Olimpijskiej:
- 2007

### seniorskie
Klubowe Mistrzostwa Świata:
- 2010
- 2012

Puchar Polski:
- 2011, 2012, 2017, 2019, 2021

Mistrzostwo Polski:
- 2011, 2014, 2016, 2017, 2019
- 2012, 2018, 2021
- 2023[14]

Liga Mistrzów:
- 2021
- 2012

Superpuchar Polski:
- 2012, 2019, 2020

Puchar CEV:
- 2024[15]
- 2025[16]

## Sukcesy reprezentacyjne
Mistrzostwa Europy Kadetów:
- 2007

Liga Światowa:
- 2012
- 2011

Mistrzostwa Europy:
- 2023
- 2011, 2019, 2021

Puchar Świata:
- 2011, 2019
- 2015

Mistrzostwa Świata:
- 2014, 2018
- 2022[17]

Memoriał Huberta Jerzego Wagnera:
- 2015, 2017, 2018, 2021
- 2019
- 2016

Liga Narodów:
- 2023[18]
- 2021
- 2019, 2022[19], 2024[20]

Igrzyska Olimpijskie:
- 2024[21]

## Nagrody indywidualne
- 2010: Najlepszy libero Klubowych Mistrzostw Świata
- 2011: Najlepszy broniący Pucharu Polski
- 2012: Najlepszy broniący Pucharu Polski
- 2013: Najlepszy libero Memoriału Huberta Jerzego Wagnera
- 2015: Najlepszy libero Ligi Światowej
- 2015: Najlepszy libero Memoriału Huberta Jerzego Wagnera
- 2016: Najlepszy broniący Pucharu Polski
- 2018: Najlepszy libero Mistrzostw Świata
- 2019: Najlepszy broniący Pucharu Polski
- 2021: Najlepszy libero Memoriał Huberta Jerzego Wagnera[22]
- 2023: MVP i najlepszy libero turnieju finałowego Ligi Narodów[23]
- 2023: Najlepszy libero Mistrzostw Europy[24]

## Odznaczenia
- Złoty Krzyż Zasługi – 23 października 2014[25]
- Krzyż Kawalerski Orderu Odrodzenia Polski – 2 października 2018[26][27]
- Krzyż Oficerski Orderu Odrodzenia Polski – 4 września 2024[28]

## Życie prywatne
10 września 2016 roku poślubił Agnieszkę Ludkiewicz. Para ma dwóch synów: Samuela i Maksymiliana. Jego żona jest lekarką. Jest dyplomowanym lekarzem medycyny estetycznej i rezydentką medycyny rodzinnej. Skończyła studia na Uniwersytecie Medycznym w Łodzi, obecnie pracuje w Rzeszowie.